# 何達文
何達文（Ho Tat Man, Edmond），1962年—），香港國際企業行政管理人士。曾任載通國際控股有限公司、九龍巴士（一九三三）有限公司及龍運巴士有限公司的董事總經理，亦為九巴（中國）控股有限公司之董事總經理及路訊通控股有限公司的董事。

## 簡歷
何達文具有劍橋大學及香港大學的碩士學位，曾任職太古集團行政見習生（1985年）。自1998年9月起加入九巴，初期擔任財務及行政總監，2002年1月10日升任九巴副董事長，至2008年升任集團董事總經理。